# In and Out of Love (canción de Armin van Buuren)
«In and Out of Love» —en español: «Dentro y fuera del amor»— es una canción realizada por el DJ y productor neerlandés Armin van Buuren con la colaboración de la cantante Sharon den Adel de la banda Within Temptation. Fue lanzada el 6 de agosto de 2008 como el tercer sencillo del tercer álbum de estudio de van Buuren, Imagine.
El sencillo ha sido interpretado en vivo por Sharon y Armin durante el Armin Only: Imagine shows. A partir de agosto de 2017, el sencillo tiene más de 180 millones de visitas para su video musical oficial en YouTube, por lo que es el segundo video más visto en el canal de YouTube de Armada Music.
En enero de 2016, la canción fue sampleada en el sencillo del rapero británico Dave «JKYL + HYD». Actualmente el video en YouTube cuenta con más de 208 millones de reproducciones.

## Listado de canciones
| N.º | Título                                                | Duración |  |
| 1.  | «In and Out of Love (Radio Edit)»                     | 3:03     |  |
| 2.  | «In and Out of Love (Extended Mix)»                   | 6:04     |  |
| 3.  | «In and Out of Love (The Blizzard Remix)»             | 7:53     |  |
| 4.  | «In and Out of Love (Richard Durand Remix)»           | 7:44     |  |
| 5.  | «In and Out of Love (Richard Durand No Vocals Remix)» | 7:26     |  |
| 6.  | «In and Out of Love (Lost Frequencies Remix)»         | 4:33     |  |

## Posicionamiento en listas
| Lista (2008-11)                    | Mejor posición |
| ---------------------------------- | -------------- |
| Bélgica (Flandes) (Ultratop 50)    | 10             |
| Hungría (Dance Top 40)             | 38             |
| Países Bajos (Dutch Top 40)        | 10             |
| Países Bajos (Mega Single Top 100) | 10             |
| Rusia (Tophit)                     | 69             |
| Suecia (Sverigetopplistan)         | 56             |

| Lista (2008)                  | Posición |
| ----------------------------- | -------- |
| Bélgica (Ultratop Flanders)   | 59       |
| Países Bajos (Dutch Top 40)   | 76       |
| Países Bajos (Single Top 100) | 42       |
| Lista (2009)                  | Posición |
| Hungría (Dance Top 40)        | 215      |
| Lista (2011)                  | Posición |
| Russia Airplay (TopHit)       | 109      |